# Aïn Kercha
Aïn Kercha è un comune dell'Algeria, situato nella provincia di Oum el-Bouaghi.